# Definicije fašizma
Definicija fašizma, odnosno fašističke vlasti, je tema koja se pokazala izuzetno složenom i koja je predmet velikih kontroverza i žestoko suprotstavljenih stavova. Povjesničari, politolozi i drugi znanstvenici već desetljećima sudjeluju u raspravama kojima je cilj odrediti pravu prirodu fašizma i njegovih osnovnih vjerovanja.
Većina znanstvenika se slaže da "fašistički režim" predstavlja autoritarni oblik vladavine, iako svi autoritarni režimi nisu fašistički. Zbog toga, iako je autoritarnost ključni element fašističkog režima, za određivanje nekog režima kao fašističkog su potrebni drugi uvjeti o kojima obično nema konsenzusa.
Fašizam je isto tako teško odrediti kao ideologiju. "Fašizam" je prvotno označavao politički pokret sindikalističko-korporativističkih korijena koji je nastao u Italiji krajem 1910-ih te dvama desetljećima upravljao tom zemljom pod vlašću Benita Mussolinija. Ako bi se ta definicija ograničila na talijanski fašizam, upotreba riječi "fašizam" ne bi imala smisla izvan konteksta talijanske politike. Većina stručnjaka se, međutim, riječju "fašizam" služila kako bi opisivala šire fenomene, odnosno za ideologije i pokrete u drugim zemljama. Zbog toga se nastojao ustanoviti svojevrsni "fašistički minimum", odnosno uvjeti koje bi neki pojedinac, skupina ili ideologija morali imati da bi ga se nazvalo fašističkim. Većina znanstvenika koja se bavila proučavanjem fašizma drži da su na njega utjecali pokreti i ideologije s lijeva i s desna, a da se prilikom dolaska na vlast neprijateljski odnosio kako prema komunizmu, tako i prema konzervativizmu i parlamentarnom liberalizmu te je podršku uglavnom prikupljao od strane desnice i radikalne desnice.

## Umberto Eco
U eseju "Vječni fašizam" iz 1995., talijanski pisac i akademik Umberto Eco pokušao je napraviti listu općih vrijednosti fašističke ideologije. On tvrdi da ih nije moguće organizirati u koherentan sustav, no da je dovoljno prezentirati jednog od njih da bi se fašizam koagulirao oko njih. On rabi i izraz "Ur-fascism" kao generički opis za različite povijesne forme fašizma.
U originalnom tekstu on definira 14 činjenica vječnog fašizma:
- "Kult tradicije", a tradicionalizam implicira odbacivanje moderne. Poštovatelji tehnologije su kako fašisti tako i nacisti, dok je tradicionalistički mislioci obično odbacuju kao negaciju tradicionalnih duhovnih vrijednosti. Međutim, iako je nacizam bio ponosan na svoja industrijska dostignuća, njegov modernizam je ležao tek na površini jedne ideologije koja se temeljila na krvi i tlu. Odbijanje modernog svijeta kamufliralo se kao odbijanje kapitalističkog načina života, ali u prvom redu radilo se o odbijanju duha iz 1789. g. (1776. g. naravno). Prosvijećenost, vijek uma, važi kao početak modernog izopačenja. U tom smislu, fašizam se može definirati kao iracionalizam.
- "Kultu akcije zbog akcije", akcija mora uspjeti prije mišljenja ili u potpunosti bez mišljenja. Otud kultura postaje sumnjiva čim ima kritičke stavove. Nepovjerenje prema svijetu intelekta uvijek je bio simptom fašizma, od Geringovog otvorenog stava: "Kada čujem riječ kultura mašim se za pištolj", do česte upotrebe izraza kao što su "debilni intelektualci", "jajoglavci", "jalovi snobovi", "fakulteti su gnijezda crvenih". Službeni fašistički intelektualci uglavnom su bili angažirani u napadanju moderne kulture i liberalne inteligencije zbog izdaje tradicionalnih vrijednosti.
- "Neslaganje kao izdaja" Nijedno sinkretističko vjerovanje ne može podnijeti analitički kritiku. Kritički duh dovodi razlike, a uviđanje razlika je znak modernizma. U modernoj kulturi znanstvena zajednica cijeni neslaganje kao način unaprjeđenja znanja.
- "Strah od razlike", Ur-fašizam ojačava i pridobiva podršku time što iskorištava i raspiruje prirodni strah od različitog. Prvi znak jednog fašističkog ili predfašističkog pokreta upravo je strah od došljaka. Ur-fašizam je tako, po definiciji, rasistički.
- "Fašizam je nastao iz individualne ili socijalne frustracije", stoga je tipičnim obilježjima povijesnog fašizma pripadao apel frustriranoj srednjoj klasi, klasi koja je trpjela ekonomsku krizu ili osjećaj političkog poniženja. U naše vrijeme, kada su stari "proleteri" postali malograđani fašizam sutrašnjice naći će svoju publiku u toj novoj većini.
- "Opsesija zavjerom" Ljudima koji osjećaju da im je oduzet njihov društveni identitet, ur-fašizam kao jedinu privilegiju dodjeljuje činjenicu da su rođeni u istoj zemlji. Ovo je korijen nacionalizma. Osim toga, jedini koji narodu mogu priuštiti njegov identitet jesu njegovi neprijatelji. Tako u korijenima ur-fašističke psihologije leži opsesija zavjerom, po mogućnosti međunarodnom. Pristaše se moraju osjećati opkoljenim. Najlakši način rješavanja problema zavjere je poziv na ksenofobiju.
- "Pacifizam je trgovina s neprijateljem" On je loš, jer život je stalna borba. To vodi Armagedonovom kompleksu. Kako neprijatelji moraju biti pobijeđeni, nužna je jedna odlučujuća bitka nakon koje će pokret zavladati svijetom. Takvo "konačno rješenje" implicira iznova jedno razdoblje mira, novo zlatno doba, što proturiječi načelu neprestanog rata. Nijednom fašističkom vođi nikada nije pošlo za rukom riješiti taj problem.
- "Prezir prema slabijem" - Elitizam, koji je u osnovi aristokratski, tipičan je aspekt svake reakcionarne ideologije, a aristokratski i militaristički elitizmi po krvi podrazumijevaju prezir prema slabijem. Ur-fašizam može zagovarati samo pučki elitizam. Svaki građanin pripada najboljem narodu na svijetu, članovi partije najbolji su među svim građanima, a svaki građanin može (ili bi morao) pristupiti partiji. Ali patriciji ne mogu postojati bez plebejaca. U biti, Vođa, koji zna da mu moć nije demokratski data nego je silom uzeta, također zna i da je njegova snaga osnovana na slabosti masa, koje su toliko slabe da zaslužuju gospodara. Kako je grupa hijerarhijski organizirana (prema vojnom modelu), svaki od podređenih vođa prezire svoje podčinjene, a svaki od njih, nadalje, prezire one koji su njemu podčinjeni. Upravo to pojačava svijest o masovnom elitizmu.
- "Selektivni/kvalitativni populizam" - Ur-fašizam je zasnovan na selektivnom populizmu, na jednom, takoreći, kvalitativnom populizmu. U demokraciji građani imaju individualna prava, ali građani u cjelini imaju politički utjecaj samo s količinskog aspekta, jer pojedinac se mora pokoravati odlukama većine. Za ur-fašizam pojedinci kao pojedinci nemaju prava, a Narod se poima kao kvaliteta, kao monolitni entitet koji izražava Zajedničku Volju. Kako niti jedna velika količina ljudskih bića ne može imati zajedničku volju, Vođa se nadaje kao njihov tumač. Izgubivši moć demokratskog delegiranja, građani ne djeluju nego se od njih traži da igraju ulogu Naroda. Upravo zbog toga narod nije ništa drugo do teatralna izmišljotina.
- "Novogovor", je izmislio Orwell u 1984, kao službeni jezik Ingsoca, engleskog socijalizma. No, elementi ur-fašizma zajednički su različitim oblicima diktature. Svi nacistički ili fašistički udžbenici služili su se osiromašenim vokabularom i elementarnom sintaksom, s ciljem da ograniče sredstva za kompleksno i kritičko razmišljanje.

## Marksistička definicija
Devet osnovnih karakteristika fašizma:
1. Politička desnica: Fašisti su jako često protiv: marksizma, socijalizma, anarhizma, komunizima, ekologije... u biti, oni su protiv kompletne napredne ljevice, uključujući lijevi centar poput socijaldemokrata. Fašizam je ideologija ekstremne desnice, iako zna biti oportunitetan.
2. Nacionalistički: Patriotizam i nacionalizam su na jako bitnom mjestu za fašizam. Svaka kritika nacionalnih ideala, poglavito rata se u najblažem slučaju smatra nepatriotskom a uglavnom izdajom. Državna propaganda stalno emitira ratnu progandu i napad koji se opravdava preventivnim ratom. Fašizam se trudi ugraditi u svoje građane ratnički mentalitet, potrebu za stalnim oprezom i nepovjerenje i sumnjičavost prema strancima.
3. Hijerarhija: Fašističko društvo vodi "pravedni" vođa, kojeg obično podržava skupina elitnih kapitalista. Hijerarhija je rasprostranjena u svim aspektima društva - svaka ulica, svako radno mjesto, u svakoj školi, ima svog lokalnog Poglavnika, u obliku birokrata i policajca koji društvo priprema za rat na svim vremenima. Apsolutna moć društvene hijerarhije prevladava u svemu, a time je formirano totalitarno društvo. Predstavnik Vlade je prihvatljiv samo ako se može kontrolirati i regulirati, izravna demokracija se smatra najvećim od svih zločina. Svi koji se protive društvenoj hijerarhiji fašizma bit će zarobljeni ili pogubljeni.
4. Elitistički: Fašizam se protivi načelima ekonomske jednakosti a posebno ravnopravnosti između imigranta i građanina. Neki oblici fašizma proširuju borbu protiv jednakosti i u drugim područjima: rodna, spolna, vjerska ili manjinska prava...
5. Religiozan:  Fašizam sadrži veliku količinu reakcionarnih vjerskih uvjerenja, znači povratak na vremena kada je religija bila stroga, moćana i čista. Gotovo sve fašistička društva su kršćanska a podržavaju ih dijelovi katoličkih, pravoslavnih i protestantskih crkava.
6. Kapitalistički: Fašizmu nije nužna revolucija kako bi nastao u kapitalističkom društvu. Može biti birani i izabrani, iako je njihov prezir prema izborima obično znači i manipulaciju izbornim sustavom. Fašizam vidi parlamentarni i kongresni sustav vlasti kao neučinkovit i slab, te će učiniti sve kako bi mu se smanjila moć. Fašizam pokazuje najgori oblik kapitalizma u kojem je korporativna moć apsolutna, a svi tragovi radničkih prava su uništeni.
7. Rat: Fašizam je kapitalizam u fazi imperijalizma. Rat može stvoriti tržišta koja inače ne bi postojala kao rezultat golemih razaranja u društvu, što onda zahtijeva rekonstrukciju! Fašizam na taj način može "osloboditi" preživjele, dati goleme kredite tom društvu, te tako fašističke korporacije mogu započeti proces obnove.
8. Voluntaristički: Fašizam donosi određenu vrstu "voluntarizma," vjeruju da čin, ako je dovoljno snažan, može napraviti nešto istinito. Tako su svakakve ideje o rasnoj inferiornosti, povijesnoj sudbini, pa čak i prirodnim znanostim podržane putem nasilja, u uvjerenju da oni mogu postati istina. To daje osjećaj kako je fašizam subjektivističan.
9. Protiv modernizma: Fašizam prezire sve vrste modernizma, pogotovo kreativnost u umjetnosti, bilo da djeluje kao zrcalo za život (koje nije u skladu s fašističkim idealima), ili izražavanje devijantne ili inovativne točke viđenja. Fašizam pali knjige i ubija umjetnike, a umjetnici koji ne promiču ideale fašizma viđeni su kao "dekadentni." Fašizam je neprijatelj edukacije o drugim kulturama, jer takvi pothvati mogu ugroziti dominaciju fašističkih mitova. Daje se mjesto beznačajanim teorijama zavjere koje imaju cilj da zamijenje proučavanje povijesti.[3]